# Werbefigur
Eine Werbefigur ist eine fiktionale Person oder eine Kunstfigur, die im Rahmen einer Werbekampagne als Werbeträger Waren, Dienstleistungen und Marken präsentiert, indem sie diese personalisiert und so mit Handlungen, Emotionen oder beidem verbindet.
Das Spektrum der Werbefiguren reicht von einfachen Avataren über so genannte Testimonials bis zu Figuren, denen eine individuelle Geschichte geschrieben wird, innerhalb der sie agieren und so die Werbebotschaft kommunizieren. Die Werbefigur wird dabei in der Regel mit Attributen versehen, die abhängig von den definierten Werbezielen sind. Als wesentliche Bedingung für den Erfolg einer Werbefigur in Bezug auf Markentreue des Kunden und Marktausschöpfung des mit ihr Werbenden gilt deren Tauglichkeit als Sympathieträger.

## Gespielte Figuren
Bekannte Beispiele waren
- Frau Antje: 1961–1998, verknüpfte holländischen Käse mit dem Bild einer typischen Niederländerin; seit 2000 nur noch als Kunstfigur auf Veranstaltungen
- Tilly: 1966–1992, bewarb das US-Spülmittel Palmolive mit dem Satz „Sie baden gerade Ihre Hände darin“; verkörpert durch US-Schauspielerin Jan Miner
- Klementine: 1968–1984, „erklärte“ mit Latzhose und kariertem Hemd die Vorteile von Ariel – Johanna König erreichte in dieser Rolle ihre größte Popularität
- Herr Kaiser: 1972–2009, verkörperte als Außendienstler die Hamburg-Mannheimer; 1972–1990 Günter Geiermann, 1990–1996 Franz Michael Schwarzmann, 1996–2009 Nick Wilder
- Karin Sommer: 1974–1985, versprach, jede schwierige Feier durch ihren Jacobs Kaffee zu retten; verkörpert durch Xenia Katzenstein
- Dr. Best: ab 1988, bewarb die gleichnamige Zahnbürsten-Marke, verkörpert durch den US-amerikanischen Zahnarzt E. James Best
- Onkel Dittmeyer: 1988–1992, bewarb die Fruchtsaft-Marke Valensina, verkörpert durch Markengründer Rolf H. Dittmeyer selbst
- Melitta-Mann: 1989–1999, bewarb die Marke Melitta, verkörpert durch Egon Wellenbrink
- Tech-Nick: 2013–2017, bewarb die Marke Saturn, verkörpert durch Antoine Monot

Weitere bekannte gespielte Figuren sind der Marlboro Man, Ronald McDonald (McDonald’s) sowie Segata Sanshirō. Bekannte ehemalige Figuren sind der durch Peter Steiner verkörperte Alm-Öhi sowie Günter Euringer als Gesicht der Kinder-Schokolade.

## Künstliche Figuren
Beispiele sind
Axel Frischmilch, Berry der Plantagenbär, Camel-Kamel und Joe Camel, der Duracellhase, der Esso-Tiger, Flat Eric, das HB-Männchen, der Hustinetten-Bär, Joe & Sally, der Feuersalamander Lurchi, die lila Milka-Kuh, die Mainzelmännchen, das  Michelin-Männchen, der Hund Nipper, Robert T-Online oder der C&A #Schnupperhund.